# Matapozuelos (kommunhuvudort)
Matapozuelos är en kommunhuvudort i Spanien.   Den ligger i provinsen Provincia de Valladolid och regionen Kastilien och Leon, i den centrala delen av landet, 140 km nordväst om huvudstaden Madrid. Matapozuelos ligger 729 meter över havet och antalet invånare är 1 030.
Terrängen runt Matapozuelos är platt. Runt Matapozuelos är det mycket glesbefolkat, med 5 invånare per kvadratkilometer. Närmaste större samhälle är Medina del Campo, 15,2 km sydväst om Matapozuelos. Trakten runt Matapozuelos består till största delen av jordbruksmark.